# Mathilde Ludendorff
Pour les articles homonymes, voir Ludendorff.
Mathilde Friederike Karoline Ludendorff, née Mathilde Spiess le 4 octobre 1877 à Wiesbaden et morte le 24 juin 1966 à Tutzing, était une enseignante et médecin allemande. Elle est la seconde épouse du général Erich Ludendorff — il est son troisième mari — et l'une des figures de proue du mouvement völkisch, où elle se fait remarquer pour ses idées ésotériques. Avec Ludendorff, elle fonde le Bund für Deutsche Gotterkenntnis (Société pour la Connaissance de Dieu), un mouvement néopaïen interdit entre 1961 et 1977, mais qui existe encore de nos jours.

## Biographie

### Jeunesse, études et mariages
Mathilde Spiess, née à Wiesbaden, en province de Hesse-Nassau, est la fille de Bernard Spiess, un pasteur luthérien. Après avoir d'abord suivi une formation d'enseignante dans une école de jeunes filles, elle réussit à obtenir un doctorat en neurologie et développe parallèlement une critique sévère contre les religions. Elle abandonne officiellement sa foi dans le luthéranisme en 1913. Elle épouse le professeur Gustav Adolf von Kemnitz en 1904. Elle obtient un autre diplôme, en 1913, grâce à une thèse examinant la nature héréditaire des différences mentales entre les sexes. Veuve en 1917, elle épouse alors le major (à la retraite) Edmund Georg Kleine en 1919 et divorce deux ans plus tard. Elle rencontre le général Erich Ludendorff par l'entremise de Gottfried Feder avant de l'épouser ensuite à Tutzing.

### Philosophie et science
En 1921, elle termine son travail intitulé Triumph des Unsterblichkeitwillens (« Triomphe de la volonté d'immortalité ») qui examine le désir humain d'accéder à l'immortalité et, ce faisant, s'essaie à une synthèse entre philosophie et science, ce qui représente déjà la base de toute la réflexion qu'elle mettra en place par la suite. C'est ainsi le cas dans L'origine et la nature de l'âme, un ouvrage en trois volumes : Histoire de la Création, qui retrace l'histoire de l'âme depuis les débuts de l'Humanité, L'âme de l'homme, qui assimile l'âme au vœu et à la conscience, et La Création de soi, qui suggère certains moyens de « remodelage » de l'âme.
Un travail ultérieur, Der Seele Wirken und Gestalten (« L'action de l'âme et de son effet ») porte sur des thèmes similaires et est également divisé en trois livres : L'âme de l'enfant et le devoir du parent, une étude de la pédagogie, L'âme de la Nation et les modalités de sa puissance, qui explique que le Völk est une entité indivisible façonnée par ses dirigeants contre des mauvaises influences qui pourraient tuer le groupe social, et L'Histoire-Dieu des Nations, qui affirme que la culture est plus importante pour chaque peuple que la civilisation.
Elle défend également les droits des femmes et l'égalité des sexes, bien que ces questions restent très annexes dans les groupes politiques qu'elle fréquente. Hitler la cite à ce sujet, dans une discussion où elle aurait aimé briguer un poste de députée au début des années 1920 : « En 1924, les femmes politiques sont apparues chez moi : Mme von Treuenfels, Mme von Kemnitz [épouse Ludendorff], elles voulaient devenir membres du Reichstag ! C’est complètement insupportable quand il s’agit d’affaires militaires ! Une femme ne devrait même pas avoir le plus petit poste dans un groupe local du parti… je dis que 99 % des objets de délibération sont des affaires d'hommes qu’elles ne sont pas capables de juger ».

### Opposition à l'occultisme
Elle est formée à la psychiatrie à Munich, aux côtés d'Emil Kraepelin et dans le cadre de ces études, développe une forte opposition à l'occultisme, attaque le travail d'Albert von Schrenck-Notzing et fait valoir que les pratiques occultes avaient été responsables du développement de maladies mentales chez un certain nombre de patients. Cette question a été abordée en détail dans Folie induite par des enseignements occultes.
Elle lance ensuite diverses attaques contre l'astrologie, arguant qu'il s'agit d'une perversion juive de l'astronomie utilisée pour asservir les Allemands dans leur raisonnement. Le titre de son principal travail sur le sujet, La fraude de l'astrologie, est assez révélateur de sa position.
L'anthroposophie est également l'une des cibles de Mathilde Ludendorff, notamment dans son essai de 1933, Le miracle de la Marne. Elle y soutient que le général Helmuth Johannes Ludwig von Moltke avait perdu la première bataille de la Marne, en septembre 1914, parce qu'il était sous le contrôle de Lisbeth Seidler, une dévote de Rudolf Steiner. Elle attaque aussi les travaux de Jakob Wilhelm Hauer, un indologue qui soutient les idées Völkisch, mais insiste sur les origines indo-européennes des Allemands. Elle critique son manque de profondeur dans son essai de 1932, Der Yoga als Heilweg, et affirme en outre que les enseignements de Krishna et Bouddha avaient été adoptés par les auteurs de l'Ancien et du Nouveau Testament, ce qui rend la religion indienne irrecevable, compte tenu de son aversion pour le christianisme. Hauer, craignant l'influence de Mathilde Ludendorff dans les cercles Völkisch, modifiera par la suite dans ses écrits certaines des idées qu'il avait auparavant défendues.
Sur un plan plus personnel, la haine de Mathilde Ludendorff à l'égard de l'occultisme découle également de son soutien au mouvement Völkisch et son désir de construire une nouvelle religion spécifiquement allemande. Ainsi, elle craint que si l'Allemagne abandonnait le christianisme, elle risquait de tomber dans des pratiques occultes déjà existantes, qui pour elle n'étaient pas plus allemandes que la foi chrétienne. Elle croyait par exemple que le dalaï-lama était sous le contrôle des Juifs.
Toutefois, en dépit de cette haine, son implication dans les mouvements Völkisch et germaniques l'amènent à collaborer avec un certain nombre de passionnés de pratiques occultes. C'est notamment le cas dans la Société de Edda de Rudolf John Gorsleben, dont elle est membre et qui inclut aussi Friedrich Schaefer, un disciple de Karl Maria Wiligut, et Otto Sigfried Reuter, un fervent partisan de l'astrologie qu'elle avait vertement condamnée.

### Activités politico-religieuses
Mathilde Ludendorff ne portait guère d'intérêt pour le christianisme positif, convaincue que les croyances chrétiennes ne pourraient jamais se réconcilier avec l'idéal qu'elle avait de l'individu aryen. Dans son livre publié en 1931, Erlösung von Jesu Christo (« Rédemption de Jésus-Christ »), elle souligne cette idée en décrivant Jésus comme un Juif prêtre qui ne serait pas mort sur la croix. Elle se représente la Bible comme une fraude et en appelle à un panthéisme enraciné dans la rhétorique du sang et du sol, dans lequel l'âme de Dieu imprègne la terre comme un tout.
Dans le cadre de cette opposition entre christianisme et occultisme, elle se sert de son interprétation de la science pour développer sa propre religion, Gotterkenntnis ou « Connaissance de Dieu », qui insiste sur les notions d'héritage racial, de culture, d'économie et de justice. Cette croyance devient la religion du Tannenbergbund, l'organisation fondée par elle et son mari en 1925, qui regroupe un temps presque 100 000 « fidèles », qui rejoignent par la suite le NSDAP. Elle publie également avec son époux Le pouvoir secret des Jésuites et son déclin, bien que ce travail comporte de nombreux préjugés qui en dénaturent la véracité historique. Tandis que Mathilde Ludendorff méprise le christianisme, Erich, en dépit de sa conversion au Gotterkenntnis, conserve cependant une certaine influence du protestantisme allemand, affirmant que l'Église catholique romaine était une menace beaucoup plus importante.

### Après la Seconde Guerre mondiale
Après la mort de son mari en 1937, Mathilde Ludendorff est largement mise de côté, Adolf Hitler ayant déjà depuis longtemps rompu ses relations avec son époux (il a cependant le droit à des funérailles nationales). Elle continue néanmoins d'exprimer des idées antisémites après la guerre et essuie donc un procès où elle est reconnue coupable, lors de la dénazification de l'Allemagne ; sa peine est réduite en 1951.
En 1955, elle fonde une école, Schule für Gotterkenntnis, afin d'enseigner ses idées païennes, même si le Bund für Deutsche Gotterkenntnis est dissous en 1961 après avoir été jugée inconstitutionnel. On remonte ses origines à 1951, où il compte jusqu'à 12 000 membres avant d'être interdit par la cour administrative de Bavière. Elle meurt cinq ans après ce jugement. En 1977, en raison d'erreurs de procédure, cette interdiction est levée et l'association perdure encore aujourd'hui, bien que contrôlée par des instances constitutionnelles.

## Sources
- (en) Cet article est partiellement ou en totalité issu de l’article de Wikipédia en anglais intitulé « Mathilde Ludendorff » (voir la liste des auteurs).